# Kroatisches Flechtwerk

Grundvariante

Kroatisches Flechtwerkornament

Als Kroatisches Flechtwerk (kroatisch Hrvatski pleter) oder auch Kroatisches Dreiband (Hrvatski troplet) bezeichnet man bei den Kroaten frühmittelalterliche Knotenmuster-Ornamente aus Flechtwerk. Dieses kroatische Nationalornament wird noch heute häufig als Verzierung verwendet.

## Entstehung
Es entstand vermutlich durch die Übernahme und Bereicherung von Elementen der altchristlichen dekorativen Kunst, mit neuen Flechtwerkmotiven aus der Urheimat der Kroaten. Diese bereicherte Dekoration soll sich von Kroatien, über Istrien nach Friaul und in die östliche Lombardei verbreitet haben.

## Verbreitung
Das Flechtwerk findet sich auf Kunstwerken im gesamten ethnischen Verbreitungsgebiet der Kroaten. Die meisten Beispiele sind im Raum Knin, in den Ortschaften Ždrapanj und Žavić bei Bribir, in Rižnice nahe Solin, in Split und in Zadar zu finden.
Die häufig mit Tier- und Pflanzendarstellungen kombinierten Knotenmuster finden sich meist als Fries innerhalb von Kirchen- und Klostergebäuden des 9. bis 12. Jahrhunderts. In dieser Zeitperiode ist das Flechtwerk bei nahezu allen steinernen Kunstwerken zu finden. Besonders bedeutend unter diesen ist das Taufbecken des Fürsten Višeslav.

## Galerie

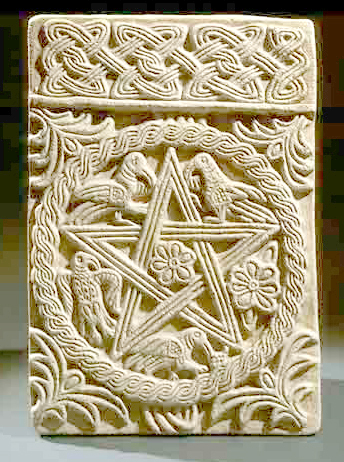
Relief aus Split
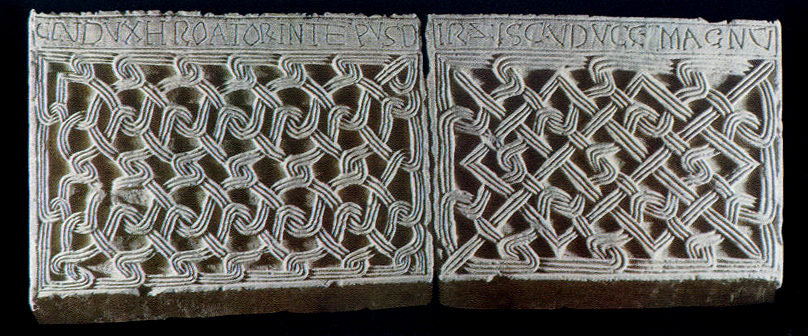
Inschrift des Königs Stjepan Držislav
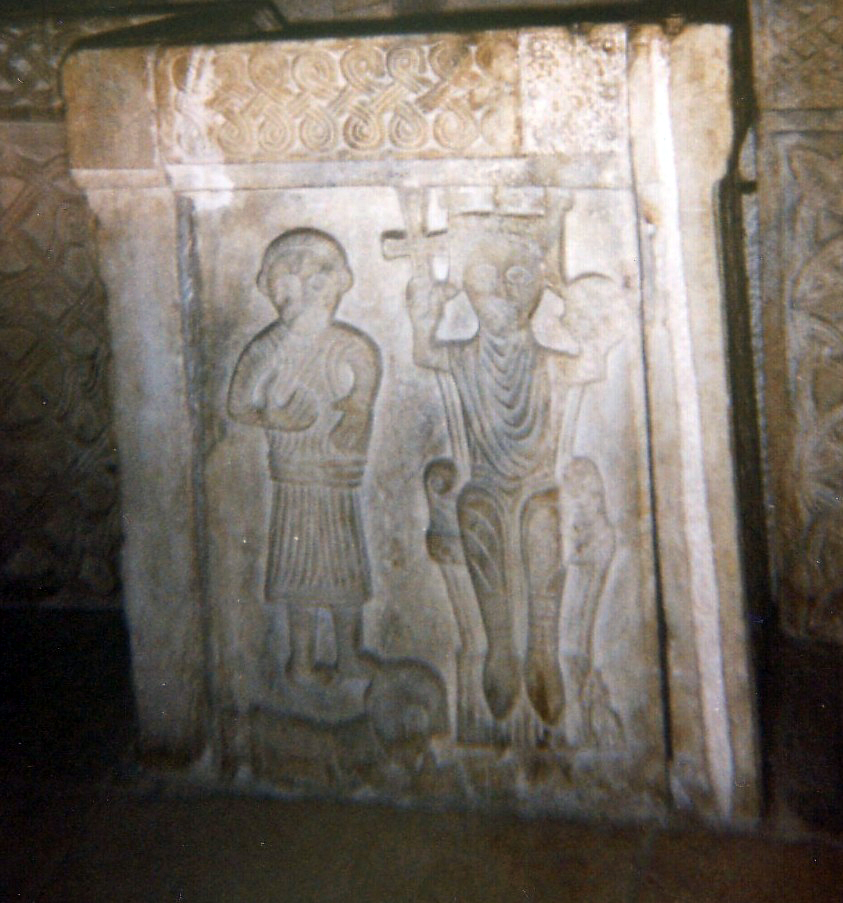
Relief, vermutlich König Petar Krešimir IV. darstellend
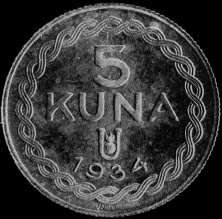
Wertseite der 5-Kuna-Probemünze
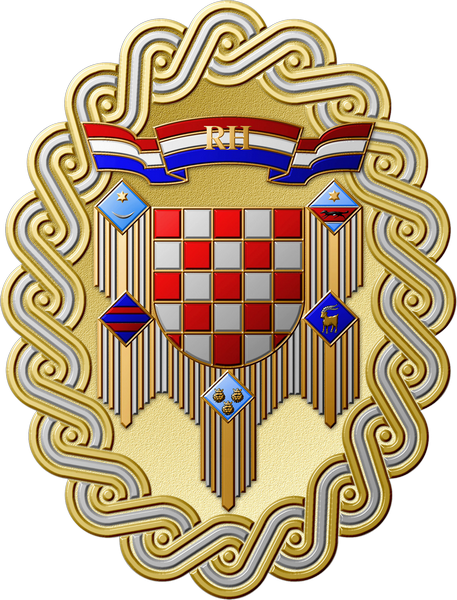
Flechtwerk im Emblem des Präsidenten als Oberbefehlshaber der Streitkräfte der Republik Kroatien
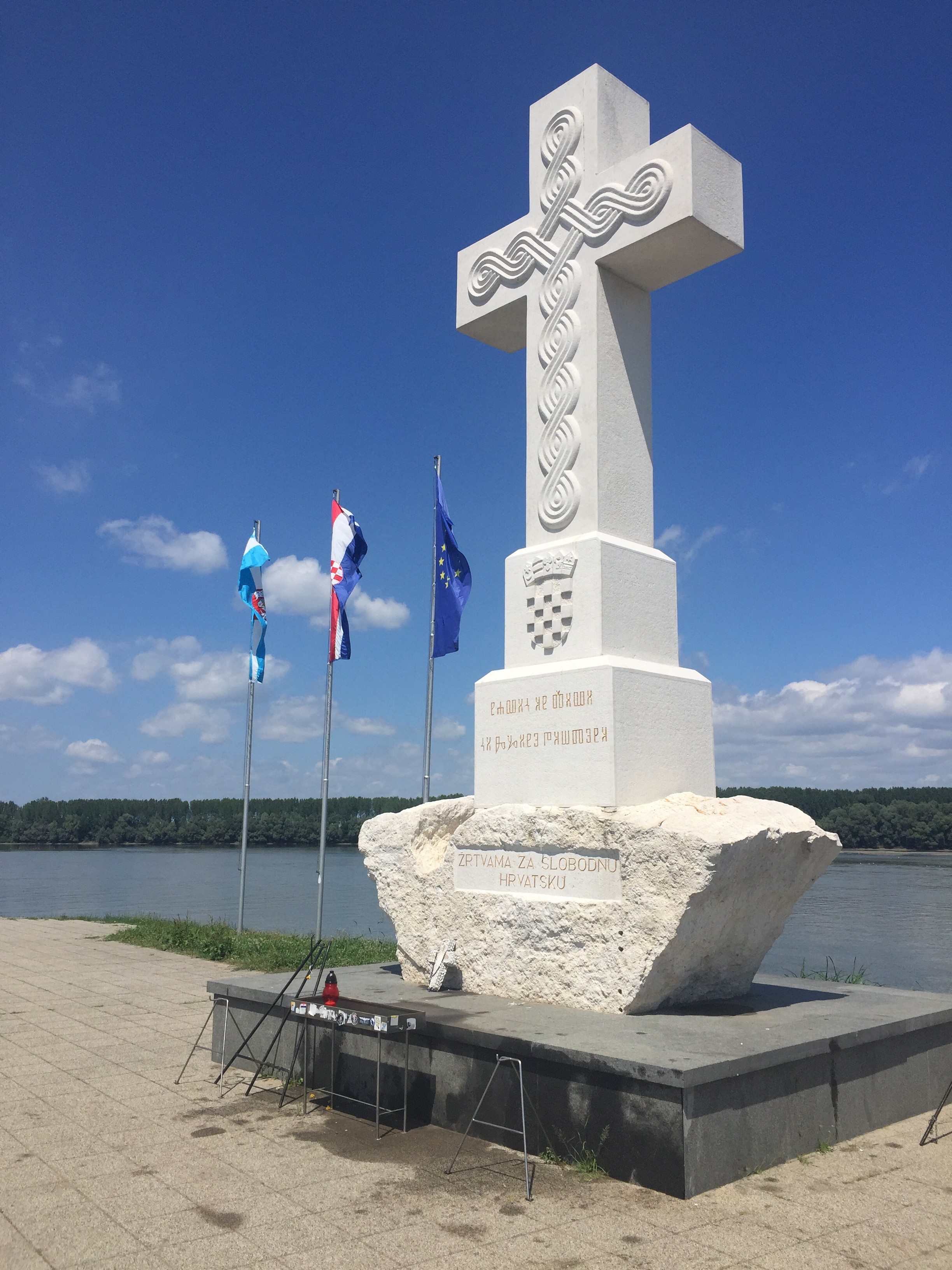
Flechtwerk auf dem weißen Kreuz am Zusammenfluss der Vuka in die Donau in Vukovar, 2019

## Siehe auch

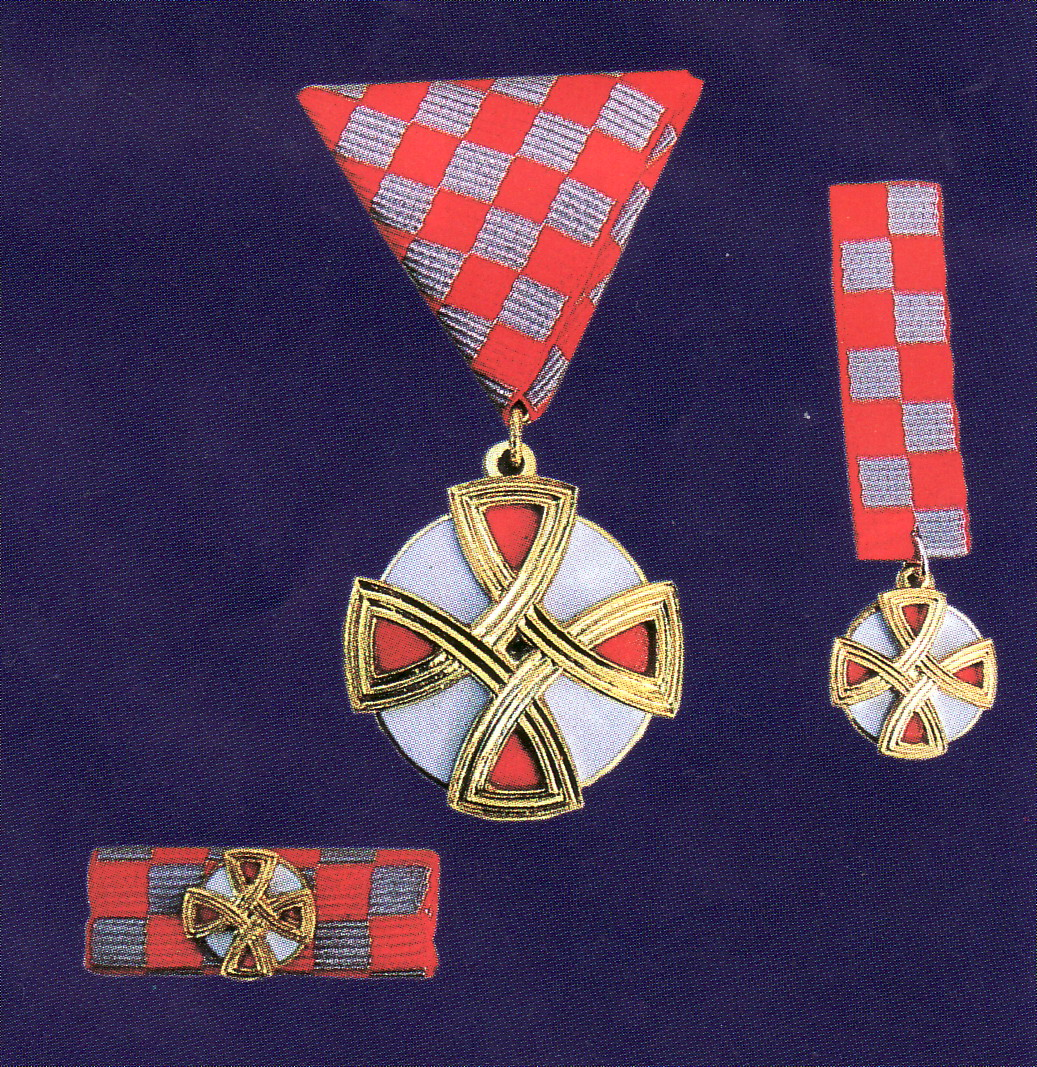
Orden des Kroatischen Flechtwerks